# U-389
U-389 — средняя немецкая подводная лодка типа VIIC времён Второй мировой войны.

## История
Заказ на постройку субмарины был отдан 21 ноября 1940 года. Лодка была заложена 3 декабря 1941 года на верфи Ховальдсверке, Киль, под строительным номером 20, спущена на воду 19 декабря 1942 года, вошла в строй 6 февраля 1943 года под командованием оберлейтенанта Зигфрида Хельмана.

### Флотилии
- 6 февраля 1943 года — 31 июля 1943 года — 5-я флотилия (учебная)
- 1 августа 1943 года — 4 октября 1943 года — 9-я флотилия

### История службы
Лодка совершила 2 боевых похода, успехов не достигла.
Потоплена 4 октября 1943 года к юго-западу от Исландии, в районе с координатами 60°51′ с. ш. 28°26′ з. д. глубинными бомбами с самолёта типа «Либерейтор». 50 погибших (весь экипаж).
До августа 1994 года историки считали, что лодка была потоплена 5 октября 1943 года в Датских проливах к юго-западу от Исландии, в районе с координатами 62°43′ с. ш. 27°17′ з. д. глубинными бомбами с британского самолёта типа «Хадсон». На самом деле в результате той атаки погибла U-336.